# Савва, Занос
Занос Савва (греч. Ζανος Σαββα; родился 26 ноября 2005 года, Никосия, Республика Кипр) — кипрский футболист, нападающий итальянского клуба «Торино».

## Клубная карьера
Занос Савва — воспитанник «Олимпиакоса (Никосия)». За клуб дебютировал 29 апреля 2022 года в матче против АЕЛ. Всего за клуб сыграл 4 матча.
9 июля 2022 года перешёл в «Торино». 13 июля 2023 года подписал с клубом свой первый профессиональный контракт. Дебют за клуб состоялся 12 мая 2024 года в матче против «Эллас Верона»; в этом матче он вышел на 69-й минуте, заменив Рауля Белланову, а через 8 минут с передачи Валентино Лазаро забил свой первый гол в Серии A.

## Карьера в сборной
За сборные Кипра до 17 лет и до 21 года сыграл 10 матчей, где забил два мяча.